# Watersleijergrub
De Watersleijergrub is een droogdal of grub in het noordelijk deel van het Heuvelland in de Nederlandse provincie Limburg. De circa drie kilometer lange grub begint op het Plateau van Doenrade ten westen van Doenrade en komt uit in het Geleenbeekdal ten oosten van Munstergeleen. De naam is afgeleid van het voormalige landgoed Watersley, dat in een deel van het dal is gelegen.

## Geologie
De Watersleijergrub is zoals alle andere grubben in het Heuvelland ontstaan in de laatste ijstijd (het Weichselien) door afstromend smeltwater. Het dal begint aan de westkant van Doenrade op een hoogte van circa 105 meter boven NAP en heeft zich als een lange, brede sleuf door het plateau uitgesleten richting het Geleenbeekdal. De eerste twee kilometer loopt hij af in noordwestwaartse richting tot voorbij het gehucht Windraak, waarna hij een kromming maakt in westwaartse richting langs Huis Watersley. Aan weerszijden van het dal zijn steile hellingen ontstaan die tot maximaal veertig meter omhoog reiken naar het plateau. Door de grub is het plateau enigszins verdeeld geraakt in twee delen; het gedeelte ten westen en zuiden wordt de Schelberg genoemd en het gedeelte ten oosten en noorden de Kollenberg (of Schlounerberg op Duits grondgebied). De grub eindigt op circa 65 meter boven NAP in een gebied dat vroeger bekendstond als de Leemkuil, een oud rivierterras dat verder afloopt naar het Geleenbeekdal.
Ten tijde van regenval wordt er via de Watersleijergrub veel regenwater vanaf het plateau afgevoerd. Daarom heeft het waterschap Roer en Overmaas in het laagste deel van de grub twee regenwaterbuffers aangelegd.
Door het dal loopt de Sittardergats, een holle weg. Over een lengte van circa 700 meter vormt deze de rijksgrens met Duitsland.